# Nicolás Palma
Nicolás Palma (* in Argentinien) ist ein ehemaliger argentinischer Fußballspieler auf der Position eines Verteidigers, der nach seiner aktiven Laufbahn als Trainer tätig war.

## Laufbahn
Palma spielte von 1939 bis 1945 für Estudiantes de La Plata und von 1946 bis 1951 für den Racing Club, mit dem er zwischen 1949 und 1951 dreimal in Folge die argentinische Fußballmeisterschaft gewann. Außerdem absolvierte Palma zwischen 1945 und 1947 sechs Länderspieleinsätze (kein Tor) für die argentinische Nationalmannschaft, mit der er zweimal (1945 und 1947) die Copa América gewann.
Später arbeitete Palma als Trainer und gewann mit dem mexikanischen Verein CD Tampico in der Saison 1960/61 den mexikanischen Pokalwettbewerb.

## Erfolge

### Als Spieler

#### Verein
- Argentinischer Meister: 1949, 1950, 1951

#### Nationalmannschaft
- Sieger der Copa América: 1945, 1947

### Als Trainer
- Mexikanischer Pokalsieger: 1961